# Clifford Crowley
Clifford Thomas Crowley  (Winnipeg, 13 juni 1906 - Winnipeg, 27 april 1948) was een Canadese ijshockeyspeler. 
Crowley was speler van de Winnipeg Hockey Club en won met deze club in 1931 het amateurkampioenschap de Allan Cup. Vanwege de overwinning in de Allan Cup van 1931 mocht de Winnipeg Hockey Club, Canada vertegenwoordigen op de Olympische Winterspelen 1932 in het Amerikaanse Lake Placid. Crowley speelde tijdens deze spelen alleen mee in de groepswedstrijd tegen Duitsland, deze wedstrijd werd met vijf nul gewonnen.